# Basttjärnen, Hälsingland
Basttjärnen är en sjö i Nordanstigs kommun i Hälsingland och ingår i Harmångersåns huvudavrinningsområde. Sjön har en area på 0,103 kvadratkilometer och ligger 347 meter över havet. Sjön avvattnas av vattendraget Gravåsbäcken.

## Delavrinningsområde
Basttjärnen ingår i det delavrinningsområde (689534-155109) som SMHI kallar för Inloppet i Lill-Mörtsjön. Medelhöjden är 307 meter över havet och ytan är 17,37 kvadratkilometer. Det finns inga avrinningsområden uppströms utan avrinningsområdet är högsta punkten. Gravåsbäcken som avvattnar avrinningsområdet har biflödesordning 3, vilket innebär att vattnet flödar genom totalt 3 vattendrag innan det når havet efter 67 kilometer. Avrinningsområdet består mestadels av skog (94 procent). Avrinningsområdet har 0,1 kvadratkilometer vattenytor vilket ger det en sjöprocent på 0,6 procent.